# Kasachischer Eishockeypokal
Der Kasachische Eishockeypokalwettbewerb (russisch Кубок Казахстана по Хоккею) wird zwischen den Eishockeyvereinen Kasachstans ausgespielt. Die erste Austragung fand in der Saison 2001/02 statt.

## Bisherige Pokalsieger
| Saison | Teilnehmer       | Pokalsieger                     | Vizepokalsieger                 |
| ------ | ---------------- | ------------------------------- | ------------------------------- |
| 2002   | 8                | Kaszink-Torpedo Ust-Kamenogorsk |                                 |
| 2003   | 5                | Kaszink-Torpedo Ust-Kamenogorsk | Kasachmys Karaganda             |
| 2004   | 4                | Kaszink-Torpedo Ust-Kamenogorsk | Kasachmys Karaganda             |
| 2005   | 6                | Kasachmys Karaganda             | Kaszink-Torpedo Ust-Kamenogorsk |
| 2006   | 6                | HK Kasachmys Satpajew           | Kaszink-Torpedo Ust-Kamenogorsk |
| 2007   | 7                | Kaszink-Torpedo Ust-Kamenogorsk | Barys Astana                    |
| 2008   | 6                | HK Kasachmys Satpajew           | HK Saryarka Karaganda           |
| 2009   | keine Austragung | keine Austragung                | keine Austragung                |
| 2010   | 8                | Gornjak Rudny                   | HK Saryarka Karaganda           |
| 2011   | 10               | HK Arystan Temirtau             | HK Saryarka Karaganda           |
| 2012   | 10               | HK Arlan Kökschetau             | HK Beibarys Atyrau              |
| 2013   | 10               | HK Arlan Kökschetau             | HK Ertis Pawlodar               |
| 2014   | 10               | HK Ertis Pawlodar               | HK Arlan Kökschetau             |